# 3 апреля
3 апреля — 93-й день года (94-й в високосные годы) по григорианскому календарю.
До конца года остаётся 272 дня.
До 15 октября 1582 года — 3 апреля по юлианскому календарю, с 15 октября 1582 года — 3 апреля по григорианскому календарю.
В XX и XXI веках соответствует 21 марта по юлианскому календарю.

## Праздники и памятные дни
- Гвинея — День провозглашения Второй Республики (1984).

### Религиозные

#### Католицизм
- Память Марии Египетской;
- память святых Агапии, Ирины и Хионии;
- память Ричарда Чичестерского;
- память святой Бургондофары;
- память Панкратия Таорминского;
- память папы римского Сикста I.

#### Православие[2][3]
- Память преподобного Иакова, епископа Катанского (Сицилийского) (VIII—IX)[4];
- память преподобного Серафима Вырицкого (1949);
- память святителя Кирилла, епископа Катанского (Сицилийского) (I—II)[5];
- память святителя Фомы Константинопольского, патриарха (610);
- память священномученика Владимира Введенского, пресвитера (1931).

### Именины
- Католические: Агапия, Бургондофара, Ирина, Мария, Панкратий, Ричард, Сикст, Хиония.
- Православные: Анания, Владимир, Домнин, Кирилл, Пахомий, Серафим, Филимон, Фома, Яков.

## События
См. также: Категория:События 3 апреля

### До XIX века
- 1367 — битва при Нахере между англичанами с Педро Жестоким и поддерживаемым французами Генрихом Трастамарском.
- 1502 — началась четвёртая экспедиция Христофора Колумба.
- 1559 — подписан Като-Камбрезийский мир, завершивший Итальянские войны 1494—1559 годов.
- 1672 — учреждена Нижегородская и Арзамасская епархия.
- 1706 — начало второй осады Барселоны.
- 1789 — корабль «Баунти» под командованием капитана Уильяма Блая покинул Таити и взял курс на восток, к Америке.

### XIX век
- 1801 — на Петергофской перспективе начал работу казённый чугунный завод (теперь Кировский завод)[6].
- 1829 — день рождения кофемолки. В этот день англичанин Джеймс Каррингтон получил патент на машину, перемалывающую кофейные зёрна.
- 1836 — принято решение о постройке первой в России пассажирской железной дороги — Царскосельской железной дороги.
- 1860 — в США заработала трансконтинентальная почтовая служба. Курьеры верхом на лошадях перевозили по 75 килограммов писем на расстояние до 3 тысяч километров за 10 суток.
- 1863 — в США вручены первые военно-морские медали.
- 1879 — София провозглашена столицей Болгарии.
- 1882 — казнь народовольца Степана Халтурина за убийство одесского военного прокурора генерала В. С. Стрельникова.
- 1885 — немецкий изобретатель Готлиб Даймлер получил патент на свой первый двигатель — в половину лошадиной силы.
- 1896 — в Милане была основана Ла Газзетта делло Спорт (итал. La Gazzetta dello Sport) — самое авторитетное спортивное издание Европы.

### XX век
- 1905 — основан «Бока Хуниорс», один из самых популярных футбольных клубов Аргентины.
- 1907 — создан университет Саскачевана (Канада).
- 1910 — впервые покорена высочайшая вершина Северной Америки Мак-Кинли (ныне Денали, 6193 м) на Аляске.
- 1911 — подведены итоги переписи населения в Великобритании. За десять лет население страны увеличилось на 9,1 % и составило 45 216 665 жителей.
- 1922 — избрание Иосифа Сталина генеральным секретарём ЦК РКП(б).
- 1928 — рукопись «Алисы в Стране Чудес» продана американскому покупателю за 15 400 фунтов стерлингов (75 260 долларов).
- 1933
  - Советский хирург Юрий Вороной провёл в Херсоне первую в мире операцию по пересадке почки.
  - Самолёт впервые перелетел через Эверест.
- 1936
  - Премьера пьесы украинского писателя Александра Корнейчука «Платон Кречет».
  - Казнь Бруно Хауптманна по обвинению в похищении сына Чарльза Линдберга.
- 1945 — в Кошице (Словакия) сформировано просоветское правительство Чехословакии, взявшее курс на социализм.
- 1948
  - Президент США Гарри Трумэн утвердил План Маршалла. СССР от участия в проекте отказался.
  - Началось восстание на корейском острове Чеджудо, кровавое подавление которого привели к сокращению населения более чем на 20 % (до 70.000).
- 1954 — советский разведчик Владимир Петров стал перебежчиком в Австралии, выдав всю резидентуру.
- 1955 — в Париже по инициативе журнала L’Équipe представители восьми стран договорились об учреждении Кубка европейских чемпионов для футбольных команд.
- 1961 — вблизи Линареса разбился самолёт Douglas DC-3C компании LAN Chile, погибли 24 человека, в том числе команда (игроки и тренер) футбольного клуба «Грин Кросс».
- 1966 — советская автоматическая станция «Луна-10» впервые в мире вышла на орбиту вокруг Луны.
- 1967 — премьера фильма «Кавказская пленница, или Новые приключения Шурика».
- 1968 — премьера фильма Стэнли Кубрика «Космическая одиссея 2001 года». Впоследствии фильм был признан лучшим в истории мирового кино в жанре кинофантастики.
- 1972 — после 20-летнего отсутствия Чарли Чаплин вернулся в США.
- 1973 — Совет министров УССР учредил литературную премию имени Павла Тычины.
- 1975 — лишение Бобби Фишера звания чемпиона мира по шахматам в связи с его отказом отстоять это звание во встрече с претендентом — Анатолием Карповым. Провозглашение Карпова чемпионом мира.
- 1976 — во Франции прошла первая церемония вручения наград «Цезарь» за достижения в области кино.
- 1979 — нота МИД КНР советской стороне. Пекин официально объявляет о своём намерении не продлевать «Договор о дружбе, союзе и взаимной помощи», подписанный в 1950 году Сталиным с Мао Цзэдуном.
- 1984 — запущен «Союз Т-11», на борту которого кроме двух советских находился первый индийский космонавт Ракеш Шарма.
- 1987 — в здании штаб-квартиры Всемирной организации здравоохранения введён запрет на курение.
- 1990
  - Над львовской ратушей впервые на Украине официально поднят сине-жёлтый флаг.
  - Принят Закон СССР «О порядке решения вопросов, связанных с выходом союзной республики из СССР».
- 1995 — Федеральная служба контрразведки Российской Федерации была переименована в Федеральную службу безопасности.
- 1996 — вблизи Дубровника произошла катастрофа самолёта Boeing CT-43A ВВС США, погибли 35 человек, в том числе секретарь министерства торговли Рон Браун.
- 2000
  - В Вашингтоне федеральный судья Томас Джексон обвинил компанию Microsoft в нарушении антимонопольного законодательства.
  - Самый богатый человек планеты, американский бизнесмен Билл Гейтс из-за резкого падения акций Microsoft потерял 12 млрд долларов.

### XXI век
- 2005 — совершено вооружённое нападение на тюрьму Абу-Грейб (Ирак).
- 2007 — электропоездом V150 был установлен новый рекорд скорости для поездов — 574,8 км/ч[7].
- 2008 — Катастрофа Ан-28 под Бенздорпом.
- 2009 — массовое убийство в иммиграционном центре Бингемтона.
- 2010 — в США поступил в продажу iPad первого поколения.
- 2013 — в результате наводнения в Аргентине погибли около 100 человек.
- 2016 — публикация Панамского досье.
- 2017 — теракт в Петербургском метрополитене. Погибли 16 человек, 87 ранены[8].
- 2022
  - Всеобщие выборы в Сербии.
  - Парламентские выборы в Венгрии.

## Родились
См. также: Категория:Родившиеся 3 апреля

### До XIX века
- 1367 — Генрих IV (ум. 1413), король Англии (с 1399), основатель Ланкастерской династии.
- 1694 — Джордж Эдвардс (ум. 1773), английский натуралист и орнитолог, «отец британской орнитологии».
- 1776 — Матвей Мудров (ум. 1831), врач, один из основателей русской клинической школы.
- 1778 — Пьер-Фидель Бретонно (ум. 1862), французский врач-эпидемиолог.
- 1783 — Вашингтон Ирвинг (ум. 1859), американский писатель-романтик.
- 1798 — Чарльз Уилкс (ум. 1877), американский морской офицер, исследователь Антарктиды.

### XIX век
- 1806 — Иван Киреевский (ум. 1856), русский религиозный философ, публицист, один из основателей славянофильства.
- 1812 — Луиза Мария Орлеанская (ум. 1850), супруга первого короля Бельгии Леопольда I.
- 1816 — Людвиг Маврикий Гиршфельд (ум. 1876), польский медик, анатом, доктор медицины.
- 1862 — Леонид Пастернак (ум. 1945), российский живописец и график.
- 1863 — Анри ван де Велде (ум. 1957), бельгийский архитектор, один из родоначальников стиля ар-нуво.
- 1873 — Ян Янский (ум. 1921), чешский врач, предложивший современную классификацию групп крови.
- 1880 — Гавриил Горелов (ум. 1966), русский советский художник-передвижник, лауреат Сталинской премии.
- 1885
  - Борис Вилькицкий (ум. 1961), русский морской офицер, гидрограф и геодезист, исследователь Арктики.
  - Бад Фишер (наст. имя Гарри Конвей Фишер; ум. 1954), американский художник-карикатурист, автор комиксов.
- 1889 — Лидия Сейфуллина (ум. 1954), русская советская писательница, педагог, общественный деятель.
- 1893 — Лесли Говард (наст. фамилия Штайнер; погиб в 1943), британский актёр театра и кино, кинопродюсер и режиссёр.
- 1898 — Мишель де Гельдерод (наст. имя Адемар Адольф-Луи Мартенс; ум. 1962), бельгийский писатель и драматург.

### XX век
- 1903
  - Вадим Козин (ум. 1994), советский эстрадный певец, автор нескольких сотен песен.
  - Петер Хухель (наст. имя Гельмут Хухель; ум. 1981), немецкий поэт.
- 1905 — Игорь Гелейн (ум. 1985), советский кинооператор, один из «первопроходцев» цветного кинематографа.
- 1909
  - Владимир Беляев (ум. 1990), русский и украинский советский писатель, сценарист, драматург, журналист, публицист.
  - Роберт Штильмарк (ум. 1985), советский писатель и журналист, автор романа «Наследник из Калькутты».
- 1911 — Станислава Валасевич (погибла в 1980), польская легкоатлетка, спринтер, олимпийская чемпионка (1932), участница гендерного скандала.
- 1918
  - Мэри Андерсон (ум. 2014), американская актриса.
  - Олесь Гончар (наст. имя Александр Гончар; ум. 1995), украинский советский писатель, общественный деятель.
- 1920 — Юрий Нагибин (ум. 1994), русский советский писатель-прозаик, журналист и сценарист.
- 1922 — Дорис Дэй (урожд. Дорис Мэри Энн Каппельхофф; ум. 2019), американская певица и актриса кино и телевидения.
- 1923 — Светозар Русаков (ум. 2006), советский и российский художник-мультипликатор, художник почтовых открыток.
- 1924
  - Марлон Брандо (ум. 2004), американский актёр, обладатель двух «Оскаров», двух «Золотых глобусов» и др. наград.
  - Роза Шанина (погибла 1945), советская женщина-снайпер.
- 1930 — Гельмут Коль (ум. 2017), федеральный канцлер ФРГ (1982—1990), канцлер объединённой Германии (1990—1998).
- 1932 — Михаил Шатров (наст. фамилия Маршак; ум. 2010), драматург и сценарист, лауреат Государственной премии СССР.
- 1934 — Александр Дзасохов, советский и российский государственный и партийный деятель, дипломат, бывший президент Северной Осетии (1998—2005).
- 1937 — Марк Розовский, советский и российский театральный режиссёр, драматург, сценарист, народный артист РФ.
- 1938 — Виктор Сергеев (ум. 2006), советский и российский кинорежиссёр, продюсер, директор киностудии «Ленфильм» (1997–2002). Заслуженный деятель искусств Российской Федерации (1997).
- 1939 — Виктор Садовничий, российский математик, академик, вице-президент РАН (2008—2013), ректор МГУ.
- 1946 — Андрей Вертоградов (ум. 2009), советский и российский актёр театра и кино, артист эстрады.
- 1947 — Джузеппе Пеноне, современный итальянский художник, скульптор.
- 1948
  - Валентин Дикуль, советский и российский артист цирка, народный артист РФ, создатель методики реабилитации больных со спинномозговыми травмами.
  - Владимир Носик, советский и российский актёр театра, кино и телевидения, народный артист РФ.
  - Ханс-Георг Шварценбек, немецкий футболист, чемпион мира (1974) и Европы (1972).
- 1952 — Вячеслав Лемешев (ум. 1996), советский боксёр, олимпийский чемпион (1972), двукратный чемпион Европы.
- 1958 — Алек Болдуин, американский актёр, лауреат трёх премий «Золотой глобус», трёх «Эмми», др. наград.
- 1961 — Эдди Мерфи, американский актёр, кинорежиссёр, продюсер, певец, лауреат «Золотого глобуса», «Грэмми» и др. наград.
- 1963 — Стево Пендаровский, македонский политический и государственный деятель, президент Северной Македонии с 12 мая 2019 года.
- 1969 — Бен Мендельсон, австралийский актёр.
- 1971 — Анастасия Заворотнюк (ум. 2024), российская актриса театра и кино, телеведущая.
- 1978
  - Мэттью Гуд, британский актёр кино, телевидения и озвучивания.
  - Томми Хаас, немецкий теннисист, экс-вторая ракетка мира.
- 1982 — Коби Смолдерс, канадская актриса и модель.
- 1984
  - Селина Гаспарин, швейцарская биатлонистка, серебряный призёр Олимпийских игр (2014).
  - Макси Лопес, аргентинский футболист.
- 1985 — Яри-Матти Латвала, финский раллийный автогонщик.
- 1990 — Доротея Вирер, итальянская биатлонистка, 4-кратная чемпионка мира.
- 1991 — Маркус Айзенбихлер, немецкий прыгун на лыжах с трамплина, 6-кратный чемпион мира.
- 1992 — Юлия Ефимова, российская пловчиха, 6-кратная чемпионка мира, 7-кратная чемпионка Европы.
- 1995 — Адриен Рабьо, французский футболист, призёр чемпионата мира (2022).
- 1997 — Габриэл Жезус, бразильский футболист, олимпийский чемпион (2016).

## Скончались

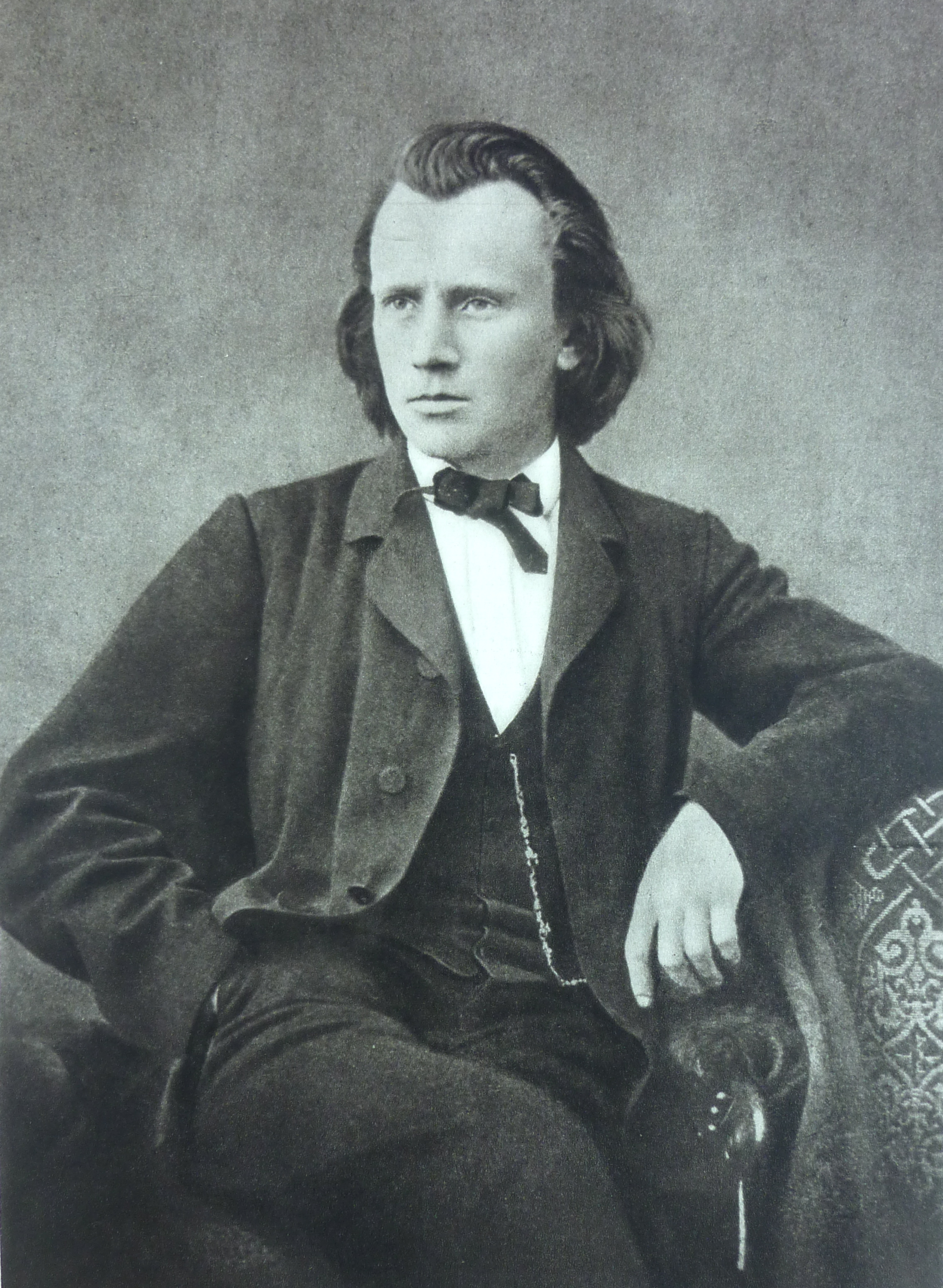
Иоганнес Брамс

См. также: Категория:Умершие 3 апреля

### До XIX века
- 1682 — Бартоломе Эстебан Мурильо (р. 1618), испанский художник, глава севильской школы.
- 1747 — Франческо Солимена (р. 1657), итальянский художник, один из крупнейших представителей неаполитанской школы.

### XIX век
- 1827 — Эрнст Хладни (р. 1756), немецкий физик, основоположник экспериментальной акустики, исследователь метеоритов.
- 1849 — Юлиуш Словацкий (р. 1809), поэт-романтик, один из создателей польской романтической драмы.
- 1860 — Адам Бенедикт Йохер (р. 1791), польский библиограф и филолог.
- 1862 — Джеймс Кларк Росс (р. 1800), британский морской офицер, прославившийся арктическими и антарктическими плаваниями.
- 1868 — Франц Адольф Бервальд (р. 1796), шведский композитор, скрипач и дирижёр.
- 1883 — Евпраксия Вревская (урождённая Вульф; р. 1809), псковская дворянка, баронесса, близкий друг А. С. Пушкина.
- 1886 — Артур Пембер (р. 1835), английский журналист, писатель, спортсмен, первый президент Футбольной ассоциации Англии.
- 1897 — Иоганнес Брамс (р. 1833), немецкий композитор, пианист, дирижёр.

### XX век
- 1907 — Николай Вагнер (р. 1829), русский зоолог и писатель.
- 1941 — Иван Шадр (р. 1887), русский советский скульптор-монументалист.
- 1942 — Альберт Шиклош (р. 1878), венгерский композитор, педагог.
- 1943 — Конрад Фейдт (р. 1893), немецкий актёр театра и кино.
- 1949 — Серафим Вырицкий (р. 1866), святой Русской православной церкви.
- 1950 — Курт Вайль (р. 1900), немецкий композитор и дирижёр, сотрудничавший с Бертольтом Брехтом.
- 1954 — погиб Константин Розанов (р. 1905), французский военный лётчик-испытатель.
- 1955 — Карл Хофер (р. 1878), немецкий художник.
- 1966 — Мария Литвиненко-Вольгемут (р. 1892), советская украинская оперная певица (лирико-драматическое сопрано), народная артистка СССР.
- 1968 — Тамара Церетели (р. 1900), российская и советская эстрадная певица (контральто).
- 1978 — Акакий Васадзе (р. 1899), грузинский актёр, режиссёр, педагог, народный артист СССР.
- 1982 — Уоррен Оутс (р. 1928), американский актёр.
- 1990 — Сара Воэн (р. 1924), американская джазовая певица и пианистка.
- 1991 — Грэм Грин (р. 1904), английский писатель, сотрудник британской разведки.
- 1993
  - Александр Мнушкин (р. 1908), французский кинопродюсер, лауреат премии «Сезар».
  - Виктор Авбель (р. 1914), югославский и словенский политический деятель, Народный герой Югославии.
- 1994 — Жером Лежён (р. 1926), французский врач, генетик сделавший ряд открытий в области хромосомных аномалий.
- 1996 — Ян Пузыревский (р. 1970), актёр.
- 2000 — Теренс Маккенна (р. 1946), американский философ, этноботаник.

### XXI век
- 2002 — Эрнст Стояспал (р. 1925), австрийский футболист, бронзовый призёр чемпионата мира (1954).
- 2009 — Алексей Парщиков (р. 1954), русский поэт, лидер московской группы метареализма 1980-х гг.
- 2011
  - Елизавета Солодова (р. 1922), актриса театра и кино, народная артистка РСФСР.
  - Станислав Конюхов (р. 1937), генеральный конструктор ГКБ «Южное», академик НАН Украины, лауреат Госпремии СССР.
- 2013 — Рут Джабвала (р. 1927), англо-индийская писательница и сценаристка, лауреат Букеровской премии и двух «Оскаров».
- 2019 — Алексей Булдаков (р. 1951), советский и российский актёр театра и кино, народный артист Российской Федерации (2009).
- 2024
  - Калеви Кивиниеми (р. 1958), один из наиболее признанных финских органистов.
  - Вера Чехова (р. 1940), немецкая киноактриса, режиссёр-документалист, продюсер.

## Народный календарь, приметы и фольклор Руси
- Кирилл — дери полоз, окончательно портится дорога.
- Катаник, Лев Катанский — нельзя смотреть на падающие звезды[9].
- Катаник — окончание зимним потехам детворы, поговаривали: «Реви, не реви — катаник санки унёс: их прятали на поветь».
- По мокреди, по сырому снегу в валенках-катаниках не далеко уйдешь, потому обновляли след берестяные лапти[10].